# Hans-Joachim Lenz (Sozialwissenschaftler)
Hans-Joachim Lenz (* 1947) ist ein deutscher Sozialwissenschaftler. Er gilt als Mitbegründer der kritischen Männerforschung in Deutschland und wurde vor allem durch seine Veröffentlichungen zur geschlechtsspezifischen Gewaltforschung bekannt.

## Leben
Lenz begann sich unter dem Eindruck der verschiedenen Emanzipationsbewegungen der 1960er-Jahre Gedanken über männliche Rollenbilder zu machen und die Möglichkeiten ihrer Veränderungen. Er gründete als Student universitäre Männergruppen. In den 1970er-Jahren bot er Männergruppen als Volkshochschulkurse an. Er begann sich wissenschaftlich stärker mit der Geschlechterforschung, besonders dem Thema Männlichkeit auseinanderzusetzen. In den 1980er Jahren entwickelte er „einen der ersten Ansätze zur geschlechtssensibilisierenden Erwachsenenbildung mit Männern und für Gesundheitsberufe.“
Lenz war Mitautor der 2004 veröffentlichten Pilotstudie Gewalt gegen Männer in Deutschland im Auftrag des Bundesfamilienministerium, die 2007 auch als Buch erschien.

## Veröffentlichungen
- Spirale der Gewalt. Jungen und Männer als Opfer von Gewalt. Berlin 1996.
- Männliche Opfererfahrungen. Problemlagen und Hilfeansätze in der Männerberatung. Weinheim 2000.
- Männliche Opfererfahrungen. (Hrsg. mit Christoph Meier) Dokumentation einer Tagung der Evangelischen Akademie Tutzing vom 1.–3. März 2001. Reihe Tutzinger Materialien Nr. 8. Tutzing 2002.
- Gewalt gegen Männer. Personale Gewaltwiderfahrnisse von Männern in Deutschland. (mit Ludger Jungnitz, Rald Puchert, Henry Puhe), Willy Walter (Hrsg.), Budrich Verlag, 2007.[3]
- Männer, Gewalt, Verletzlichkeit (mit Olaf Kapella), in: Markus Theunert (Hrsg.): Männerpolitik, VS Verlag für Sozialwissenschaften, 2012, ISBN 978-3531184197, S. 309f.

Fachartikel
- Männer als Opfer von Gewalt. Aus Politik und Zeitgeschichte (B 52-53/2004), Bundeszentrale für Politische Bildung, 17. Dezember 2004.